# The Invention of Lying
The Invention of Lying (br: O Primeiro Mentiroso / pt: A Invenção da Mentira) é um filme americano de 2009, dirigido por Matthew Robinson, escrito e estrelado por Ricky Gervais. 
O filme se passa em um mundo onde as pessoas só falam a verdade e não existe o conceito de enganação, um homem que está prestes a perder tudo inventa uma mentira e não muda só a natureza das coisas, mas cria a base da religião.

## Elenco
- Ricky Gervais - Mark Bellison
- Jennifer Garner - Anna McDoogles
- Rob Lowe - Brad Kessler
- Louis C.K. - Greg Kleinschmidt
- Jonah Hill - Frank Fawcett
- Christopher Guest - Nathan Goldfrappe
- Tina Fey - Shelley Bailey
- Donna Sorbello - Anna's mother
- Roz Ryan - Nurse Barbara
- Jeffrey Tambor - Anthony James
- Jimmi Simpson - Bob Scott
- Fionnula Flanagan - Martha Bellison
- Shaun Williamson - Richard Bellison
- Bobby Moynihan - Assistente
- Martin Starr - Waiter
- Conner Rayburn - Filho
- Donald Foley - Homem de Amarelo
- John Hodgman - Penetra
- Nate Corddry - Repórter
- Stephanie March - Mulher do Jornal
- Jason Bateman - Doutor (cameo)
- Stephen Merchant - Homem da Porta (cameo)
- Philip Seymour Hoffman - Jim The Bartender (cameo)
- Edward Norton - Policial de Trânsito (cameo)